# Wie die Krähe graue Federn bekam
Wie die Krähe graue Federn bekam ist ein Tiermärchen (AT 56A +6), das im estnischen, lettischen und finnischen Sprachraum bekannt ist.

## Handlung
Ein Fuchs kommt zu einer Espe auf der eine Singdrossel ihr Nest gebaut hat und verlangt von ihr eines ihrer Jungen, gäbe sie ihm keines, würde er den Baum fällen. Da meint eine schwarze Krähe, dass die Singdrossel sich nicht übers Ohr hauen lassen soll, denn der Fuchs könne ohne Beil den Baum ja gar nicht fällen. Der Fuchs schlägt daraufhin mit seinem Schwanz gegen die Espe und fragt, ob das kein Beil wäre, merkt aber, dass es nichts nutzt und schleicht sich beschämt von dannen. Mit der Absicht es der Krähe heimzuzahlen legt er sich am nächsten Tag wie tot hinter den Friedhof, wo die Krähe ihn auch entdeckt. Diese pickt ihn einige Male in den Hintern und als er sich nicht rührt, will sie an dessen Augen, doch da packt der Fuchs sie plötzlich und beginnt damit ihr den Rücken zu entfedern. Als er sie dann fressen will, fragt sie ihn, ob er denn kein Tischgebet sprechen wolle, also kommt er der Erinnerung nach. Beim Sprechen des Wortes „Amen“ aber öffnet sich sein Maul zu weit, sodass die Krähe entkommen kann. Die Federn der Krähe, die der Fuchs überall, außer an Kopf, Flügeln und Schwanz, ausgerupft hatte, wuchsen wieder nach, jedoch nicht mehr in schwarz, sondern in grau.

## Hintergrund
Diese estnische Version des Märchens stammt von Jakob Hurt und erhielt im Deutschen den Titel Wie die Krähe graue Federn bekam. Sie wurde 1888 in Ambla von dem Lehrer H. Neumann aufgezeichnet und enthält zum Schluss eine Art Ursprungssage (Ätiologie). Es sind 16 Variationen bekannt, die in ganz Estland verbreitet sind. In einer lettischen Version (mit AT 122 D* kontaminiert) bittet die gepackte Krähe den Fuchs ganz scheinheilig darum, dass er sie doch bitte nicht zwischen die Speichen eines Rades klemmen und so den Berg herunterrollen möge, was der Fuchs natürlich tut und die Gepackte so entwischen kann. Diese Version aus Ojārs Ambainis Werk Lettische Volksmärchen stammt aus unveröffentlichtem Material aus dem Bestand der Sektion Folklore des A.-Upītis-Instituts für Sprache und Literatur bei der Akademie der Wissenschaften der Lettischen SSR und wurde im Kreis Riga aufgezeichnet. Der deutsche Titel lautet Der Fuchs, der Star und die Krähe. In dem Werk Lettische Märchen und Sagen, Nach Ansis Lerhis-Puškaitis und anderen Quellen zusammengestellt und redigiert von Prof. P. Šmits (Riga 1925–1937, 15 Bände) sind fünf Varianten des Märchens hinterlegt, bei Alma Mednes Lettische Tiermärchen (Riga 1940) derer sogar 54.
In einer finnischen Version, die im Deutschen den Titel Die Elster, die Krähe und der Fuchs (AaTh 56 A + 122 + 57 + 6) trägt, droht der Fuchs damit die Scheune einzureißen auf der eine Elster ihr Nest hat, später wirft er die gepackte Krähe, die sich eingemischt hatte, auf ihr Bitten hin von einem Felsen, wodurch sie entkommen kann. Die Version endet damit, dass die Krähe ein Stück Käse findet und es auf einer Kiefer verspeisen will. Als der Fuchs fragt von wo der Wind weht, antwortet die Krähe und das Stück Käse fällt hinunter zum Fuchs. Die Version stammt aus den Sammlungen des Folklore-Archivs der Finnischen Literaturgesellschaft in Helsinki und wurde 1891 von Amanda Bäkki erzählt. Das Motiv der Frage nach der Windrichtung wird normalerweise eher dazu genutzt, um den Fuchs aus dem Maul des Bären entkommen zu lassen.